# Île Palme
Ne doit pas être confondu avec Isle Saint-Jean ou Île Saint-Jean (Terrebonne).
L'île Palme ou île Saint-Jean, est une île située sur la Saône appartenant à la commune de Sancé.

## Description
Située à la frontière des départements de l'Ain et de Saône-et-Loire, elle s'étend sur environ 687 m de longueur pour une largeur de près de 84 m.

## Histoire
Le paléontologue Adrien Arcelin y a découvert des vestiges de haches néolithiques, des pointes de lances en bronze et divers outils qui ont été répertoriés par Gabriel Jeanton. L'île est ainsi classé parmi les plus anciens foyers d’habitat humain connus.
L’île aurait aussi été le lieu où Lothaire, Louis le Germanique et Charles le Chauve, se seraient rencontrés pour y préparer, en 843, le traité de Verdun, partageant l’empire de Charlemagne,.
Elle tient vraisemblablement son nom des Hospitaliers de l'ordre de Saint-Jean de Jérusalem, qui s'y seraient installés.